# Facultad de Ingeniería de la Universidad de Magallanes
La Facultad de Ingeniería de la Universidad de Magallanes  fue creada en 1961, en donde ahora se encuentra el Liceo Experimental de la UMAG, actualmente está ubicada en el Campus Central de la Universidad de Magallanes, donde cuenta con una moderna infraestructura lo que la convierte en una de las facultades de ingeniería mejor equipadas de la Patagonia.
La Facultad de Ingeniería de la Universidad de Magallanes cuenta con más de 1200 alumnos y su decano es el señor Dr. Claudio Gómez.
Dentro de sus instalaciones se encuentra Universidad de Magallanes Televisión.

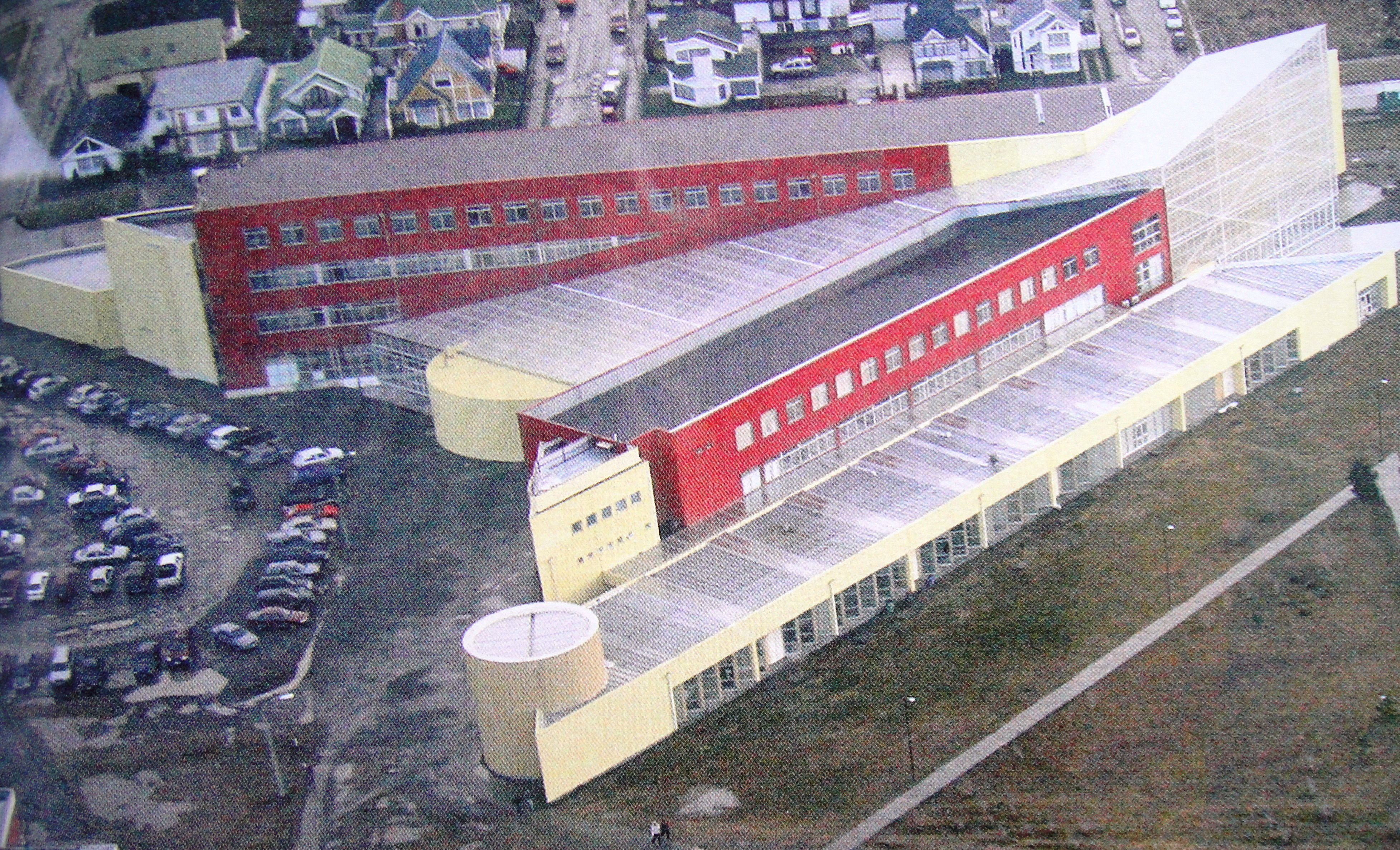
Vista aérea de la Facultad de Ingeniería de la Universidad de Magallanes.

## Departamentos y Carreras

### Departamento de Ingeniería Mecánica
- Ingeniería Civil Mecánica
- Ingeniería Mecánica
- Ingeniería Mecánica Industrial
- Técnico en Prevención de Riesgos
- Técnico en Mantenimiento Industrial

### Departamento de Ingeniería Química
- Ingeniería Civil Química
- Ingeniería Química y Medio Ambiente
- Técnico en Procesos Industriales mención Industria Química
- Técnico en Procesos Industriales mención Industria de Alimentos
- Técnico en Procesos Industriales mención Gestión de Calidad

### Departamento de Ingeniería Eléctrica
- Ingeniería Civil en Electricidad mención Electrónica Industrial.
- Ingeniería en Electricidad mención Electrónica Industrial.

### Departamento de Ingeniería Computación
- Ingeniería Civil en Computación e Informática
- Ingeniería en Computación e Informática
- Técnico en Computación e Informática

### Departamento de Ingeniería en Construcción
- Ingeniería en Construcción
- Construcción Civil

### Departamento de Arquitectura
- Arquitectura

## Alumnos Destacados
Ignacio Parada Gálvez, alumno de Ingeniería Civil Química, ganador de beca por excelencia académica que le permitió estudiar un semestre en España y falleció en el accidente del Lockheed C-130 de la FACh de 2019, en el Mar de Drake cuando se dirigía a realizar práctica profesional a la Antártica.